# Cantonul Bonifacio
Cantonul Bonifacio este un canton din arondismentul Sartène, departamentul Corse-du-Sud, regiunea Corsica, Franța.

## Comune
| Comune    | Populație (1999) | Cod poștal | Cod INSEE |
| --------- | ---------------- | ---------- | --------- |
| Bonifacio | 2.950            | 20169      | 2A041     |